# Marquette Plaza

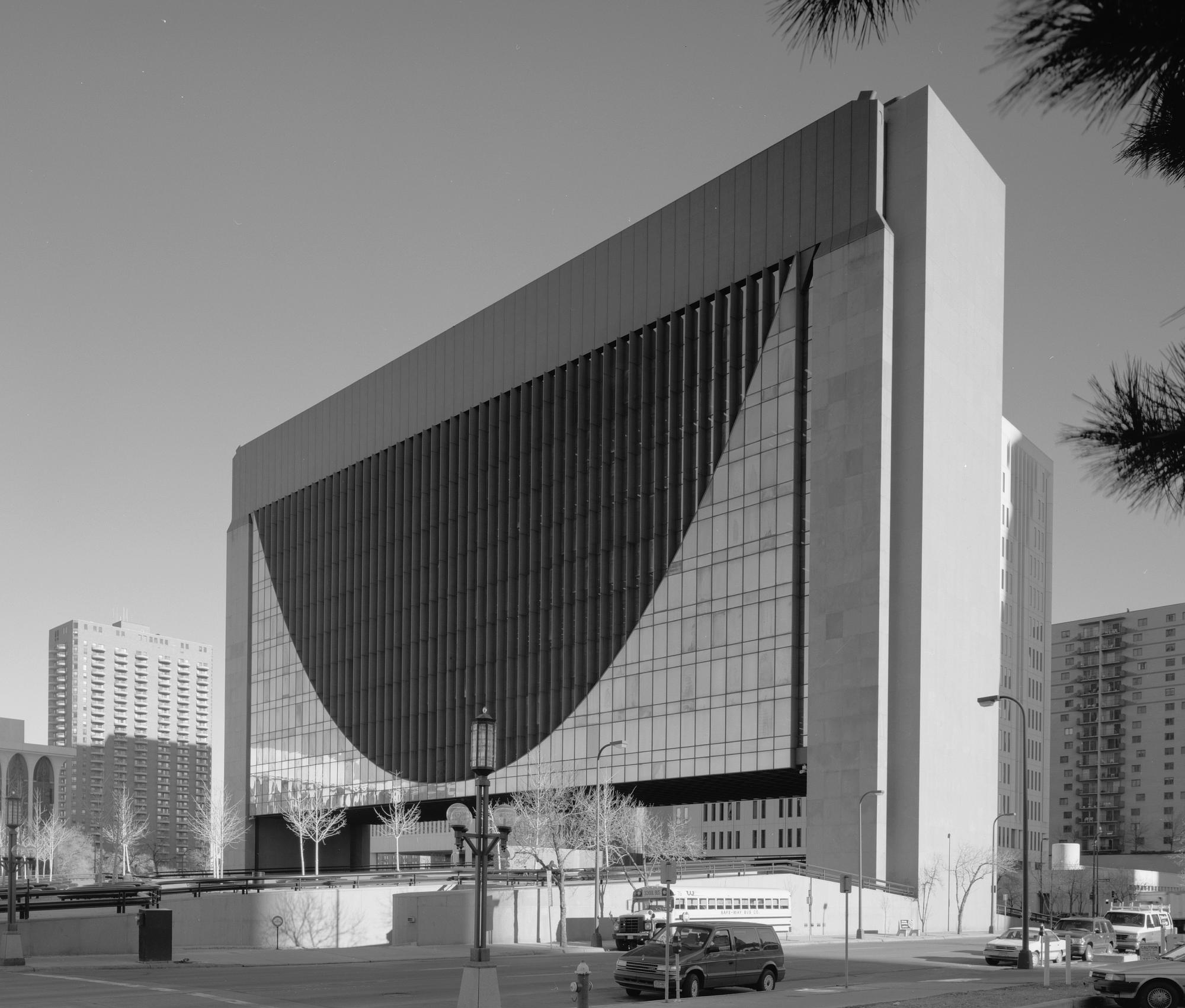
Vue sud-ouest du Marquette Plaza, dans sa configuration d'origine.

Le Marquette Plaza est un immeuble de grande hauteur du centre-ville de Minneapolis, Minnesota, situé au 250 Marquette Avenue.

## Conception
L'immeuble, conçu par Gunnar Birkerts, a été le siège de la Federal Reserve Bank of Minneapolis (en) de 1973 à 1997 : c'est pourquoi il est resté dans la mémoire collective comme l'« ancien bâtiment de la Réserve fédérale ». Sa structure, visible depuis l'extérieur, est apparentée à celle d'un pont suspendu : les planchers sont en effet pris en charge par deux ensembles de câbles caténaires (chaînettes). Les chambres souterraines ont joué le rôle de chambres fortes et un ascenseur extérieur a été aménagé sur la face est de l'édifice pour connecter le hall du rez-de-chaussée avec le reste du bâtiment. Il avait été laissé à l'origine un espace vide entre le hall d'accueil et le reste de la structure au-dessus du sol, afin de souligner la méthode de construction.
La conception du bâtiment a été très appréciée comme réalisation d'ingénierie, mais celui-ci s'est vite trouvé en proie à des défauts structurels, touchant notamment l'étanchéité des fenêtres. En outre, l'amiante a été largement utilisé dans la construction du bâtiment. Finalement, la Réserve fédérale de Minneapolis a décidé de construire un nouveau complexe à proximité, plutôt que de rénover la structure, et l'immeuble est passé en des mains privées. Le bâtiment a été rénové en 2002 pour environ 65 millions $ US, selon un processus qui comprenait l'ajout de bureaux du côté est et dans l'espace resté libre en surface, et aussi la conversion d'une terrasse bétonnée en une vaste pelouse et une connexion par télécabine à l'ING ReliaStar 111 Building voisin.
Les premiers projets prévoyaient, au-dessus du bâtiment, une structure complémentaire en chaînette inversée, donnant à l'ensemble une forme proche de l'ovale. Le bâtiment est certainement à l'origine de l'idée d'ajouter un pont d'observation au-dessus de l'arc caténaire très spectaculaire du Kingdom Centre de Riyad. L'entreprise locale de conception de bâtiments Ellerbe Becket a contribué à l'élaboration de cette structure.

### Articled connexes
- Liste des gratte-ciel de Minneapolis